# Dharampuri
Dharampuri är en ort i Indien.   Den ligger i distriktet Dhār och delstaten Madhya Pradesh, i den centrala delen av landet, 700 km söder om huvudstaden New Delhi. Dharampuri ligger 153 meter över havet och antalet invånare är 14 178.
Terrängen runt Dharampuri är platt. Runt Dharampuri är det ganska tätbefolkat, med 222 invånare per kvadratkilometer. Närmaste större samhälle är Dhāmnod, 14,6 km nordost om Dharampuri. Trakten runt Dharampuri består till största delen av jordbruksmark.